# Éditions Maspero
Pour les articles homonymes, voir Maspero.
Les Éditions Maspero sont une ancienne maison d'édition française, fondée en 1959 par François Maspero, et disparue en 1983. Le fonds a été racheté par les éditions La Découverte. 

## Histoire
Leur création est fortement liée à la librairie La Joie de lire, fondée en 1955 par François Maspero à l'âge de 23 ans, d'abord sous le nom de la Librairie de L'Escalier, qui se trouvait rue Monsieur-le-Prince à Paris, dans le Quartier latin, puis qui déménagea en octobre 1957 au no 40 rue Saint-Séverin et prit le nom de La Joie de lire.  
Créées en pleine guerre d'Algérie, les Éditions Maspero — qui prennent d'abord le nom « François Maspero » — étaient réputées pour être engagées à gauche. L'équipe de départ est constituée, outre François Maspero lui-même, par Marie-Thérèse Maugis, puis Jean-Philippe Talbo-Bernigaud (1932-2017) et Fanchita Gonzalez Batlle (1938-2023). Ils sont rejoints ensuite par Émile Copfermann.
Particulièrement frappée par la censure politique, la maison d'édition finit par cesser son activité.

## Activité éditoriale
Les deux premières collections, les « Cahiers Libres » et « Textes à l'Appui », sont marquées par le contexte historique, avec particulièrement deux axes : la guerre d'Algérie et la contestation du stalinisme du Parti communiste français. Fortement décolonialiste, elles publient les ouvrages de Frantz Fanon (L'An V de la révolution algérienne, Les Damnés de la Terre préfacé par Jean-Paul Sartre), ainsi que des témoignages d'opposants à la guerre d'Algérie, dans une collection appelée « Libertés » lancée en novembre 1960, dont les volumes sont interdits. Ces publications entraînent plusieurs poursuites et même des attentats. En juin 1960, la Préfecture de Police fait saisir Le Refus de Maurice Maschino. Les Éditions Maspero rééditent Les Chiens de garde et Aden Arabie (également préfacé par Sartre) de Paul Nizan et créent la revue Partisans qui va paraître jusqu'en 1973. C'est dans ce périodique que Georges Perec publie ses premiers textes.
Dans les années 1960, les publications accordent une importance particulière aux questions du sous-développement et du néocolonialisme, avec entre autres les livres de Che Guevara. Les éditions publient également des livres traitant de la torture et des crimes de guerre en Algérie, et se trouvent confrontées à la censure du pouvoir gaulliste. En janvier 1964 est lancée la collection « Bibliothèque socialiste ».
De jeunes auteurs alors inconnus font leurs débuts dans les « Cahiers libres » : ainsi Régis Debray en 1967, Bernard-Henri Lévy en 1973 dans la revue Partisans. 
Au fil des ans s'ajoutent de nouvelles collections : la « petite collection Maspero » (avril 1967), une série « Histoire classique » (dirigée par Pierre Vidal-Naquet) où paraissent les premiers livres de Jean-Pierre Vernant ; une série « Pédagogie » (animée entre autres par Émile Copfermann) qui édite les ouvrages de Célestin Freinet, de Fernand Deligny et Libres enfants de Summerhill de A. S. Neill. Une « Bibliothèque Socialiste » est confiée à l'historien Georges Haupt : on y réédite des classiques comme Paul Lafargue, Rosa Luxemburg, Léon Trotsky, Alexandra Kollontaï, mais aussi des ouvrages contemporains comme Le Mouvement anarchiste en France de Jean Maitron et des études sur l'histoire du communisme.
En 1965, François Maspero confie à Louis Althusser la collection « Théorie » où il publie ses premiers ouvrages (Pour Marx, Lire le Capital) ainsi que ceux de ses élèves : Pierre Macherey, Étienne Balibar, Dominique Lecourt, Alain Badiou, Jacques Rancière. La collection « Économie et Socialisme » est dirigée par Charles Bettelheim et la « Bibliothèque d'anthropologie » par Maurice Godelier. Dans la collection « Voix », Fanchita Gonzalez Batlle fait connaître des écrivains du monde entier : Nazim Hikmet, Tahar Ben Jelloun, Taos Amrouche, Salvador Espriu, Chris Marker, Roque Dalton, John Berger, Victor Serge, John Reed, etc. 
Après 1968, la librairie connaît une grande affluence, mais les éditions Maspero subissent une crise due à la convergence de plusieurs facteurs. D'une part, de nouvelles interdictions frappent des ouvrages qualifiés de « subversifs » : la revue Tricontinentale (interdite en janvier 1969), Les Crimes de Mobutu de Cléophas Kamitatu (interdit en juin 1971), Main basse sur le Cameroun. Autopsie d'une décolonisation de Mongo Beti (interdit en juin 1972), L'Ascension de Mobutu. Du sergent Joseph Désiré au général Sese Seko de Jules Chomé (interdit en janvier 1974),  etc. L'éditeur est condamné à des amendes ruineuses, des peines de prison et à la privation de ses droits civiques. D'autre part, la librairie et les éditions sont la cible d'attaques de l'extrême droite et, à la fois, de groupes « gauchistes » maoïstes qui reprochent à François Maspero d'être un « commerçant permanent de la révolution » ou situationnistes,. En 1974, celui-ci, épuisé, doit vendre sa librairie, qui ferme fin 1975. Les éditions sont sauvées par une mobilisation d'auteurs et de lecteurs : l'« Association des amis des éditions Maspero », qui sera relancée en mai 1980, réunit les fonds qui permettent la relance de l'activité et le maintien d'une totale indépendance économique.
À la fin des années 1970 naît la revue de géopolitique Hérodote dirigée par Yves Lacoste et de nouvelles collections axées sur les problèmes de société (« Malgré tout », dirigée par Émile Copfermann, « Luttes sociales » par Gérard Althabe) et l'histoire sont lancées. La collection « Actes et Mémoires du peuple », inaugurée par les Mémoires de Louise Michel, abrite notamment Les Carnets de guerre de Louis Barthas, 1914-1918 et les Récits de Kolyma de Varlam Chalamov. Dans la collection de poche « La Découverte » lancée en mai 1979 paraissent des récits de voyageurs, souvent des regards croisés sur le monde : Christophe Colomb et Ibn Battuta, Bartolomé de Las Casas et Mungo Park, Robert Knox et James Cook, Charles Darwin et Teilhard de Chardin. 
Indépendamment de ses éditions, François Maspero fonde en 1978 la revue L'Alternative qu'il dirigera jusqu'en 1984, pour donner la parole aux « dissidents » des pays du « socialisme réel ».
En 1982, François Maspero lègue la maison d'édition à une nouvelle équipe dirigée par François Gèze. Il démissionne sans indemnités et cède ses parts à ce dernier pour 1 franc symbolique. À cinquante ans, en février 1983, il quitte ses éditions qui prennent le nom de La Découverte-Maspero, puis, en janvier 1984, simplement La Découverte. Il n'aura désormais plus aucune relation avec celles-ci.

### Collections
Les éditions Maspero ont créé les collections suivantes :
- Cahiers libres, 1959-1982
- Textes à l'appui, 1959-1982
- Voix, 1960-1982, dirigée par Fanchita Gonzales Batlle depuis 1971
- Libertés..., 1960-1962, reprise par Pauvert.
- Bibliothèque socialiste, 1963-1981, dirigée par Georges Haupt à partir 1967
- Économie et socialisme, 1964-1982, dirigée par Charles Bettelheim et Jacques Charrière
- Théorie, 1965-1981, dirigée par Louis Althusser
- Petite collection Maspero, 1967-1982
- Domaine maghrébin, 1967-1973, dirigée par Albert Memmi
- La Découverte, 1979-1982
- Livres Rouge, 1970-1973, collection publiée en collaboration avec la Ligue communiste
- Bibliothèque d'anthropologie, 1969-1977, dirigée par Maurice Godelier
- Dossiers africains, 1974-1979, dirigée par Marc Augé et Jean Copans
- Malgré tout, 1975-1979, dirigée par Émile Copfermann
- Actes et Mémoires du peuple, 1975-1982, dirigé par Louis Constant
- Centre de l'histoire du syndicalisme, 1972-1982, dirigée par Jacques Droz et Jean Maitron
- Algorithme, 1975-1978, dirigée par Pierre Raymond
- Intervention en économie politique, 1975-1981, dirigé par Carlo Benetti, Claude Berthomieu, Suzanne de Brunhoff, Jean Cartelier, Christian Palloix en coédition avec les Presses universitaires de Grenoble
- Critique du droit, 1978-1979, en coédition avec les Presses universitaires de Grenoble et les Presses universitaires de Lyon
- Yenan, 1975-1978, dirigée par Alain Badiou et Sylvain Lazarus
- Action poétique, 1977-1981, dirigée par Henri Deluy et Élisabeth Roudinesco
- Luttes sociales, 1979-1982, dirigé par Gérard Althabe
- CEDETIM, 1977-1981, dirigé par François Gèze
- Débats communistes, 1979-1980, dirigée par Gérard Molina et Yves Vargas
- Dialectiques interventions, 1979-1982, dirigée par David et Danielle Kaisergruber
- Pour débutants, 1980-1982, collection illustrée
- Fondations, 1981-1983, collection crée pour rééditer les titres jugés importants, épuisés dans leur collection d'origine
- L'état du monde, 1982, dirigée par Yves Lacoste
- Poches "Rouge", 1972-1974, collection publiée en collaboration avec la Ligue communiste

### Revues
- Partisans, 1961-1979, revue dirigée par François Maspero
- Tricontinental, édition française, 1969-1971, revue trimestrielle dirigée par François Maspero
- Acoma, 1971-1973, revue trimestrielle rédigée à Fort-de-France (Martinique), dirigée par Édouard Glissant

### Liens avec l'édition indépendante
Les éditions Maspero ont entretenu des liens privilégiés avec les maisons d'édition indépendantes suivantes :
- Allemagne
  - Verlag Klaus Wagenbach (de)
  - Trikont-Verlag (de)
- Angleterre
  - New Left Books, Londres
- Belgique
  - Les Éditions Complexe, Bruxelles
- Canada (Québec)
  - Les Éditions Parti pris
- Espagne
  - Cuadernos para el diálogo, Barcelone
  - Edicions 62, Barcelone
  - Editorial Anagrama
- États-Unis d'Amérique
  - Les éditions de la Monthly Review, New York
  - Grove Press, New York
  - Les éditions Pantheon Books, New York
- Italie
  - Feltrinelli (éditions), Milan
  - Einaudi (maison d'édition)
  - Editori Riuniti (it)
  - Samonà e Savelli (it)
  - Jaca Book (it)
- Mexique
  - Fondo de Cultura Económica, Mexique
  - Siglo XXI Editores (es)
- Suisse
  - La Cité Éditeur, Lausanne

## Hommages
- Exposition « François Maspero et les paysages humains », co-réalisée par Bruno Guichard (librairie Maison des Passages, Lyon) et Alain Léger (librairie À plus d'un titre, Lyon), présentée au musée de l'imprimerie de Lyon du 16 septembre au 15 novembre 2009, à la médiathèque André-Malraux à Strasbourg du 22 novembre 2009 au 8 janvier 2010[10]…

### Sources et bibliographie
- Bruno Guichard, Julien Hage et Alain Léger (dir.), François Maspero et les paysages humains, La Bauche / Lyon, À plus d'un titre / La Fosse aux ours, 2009, 331 p. (ISBN 978-2-35707-006-6)
- Julien Hage, Feltrinelli, Maspero, Wagenbach : une nouvelle génération d’éditeurs politiques d’extrême gauche en Europe occidentale, 1955-1982 : histoire comparée, histoire croisée, Versailles, Université Versailles-Saint Quentin en Yvelines (thèse de doctorat en Histoire), 2010, 2 volumes, 1029 p.